# Vleuten

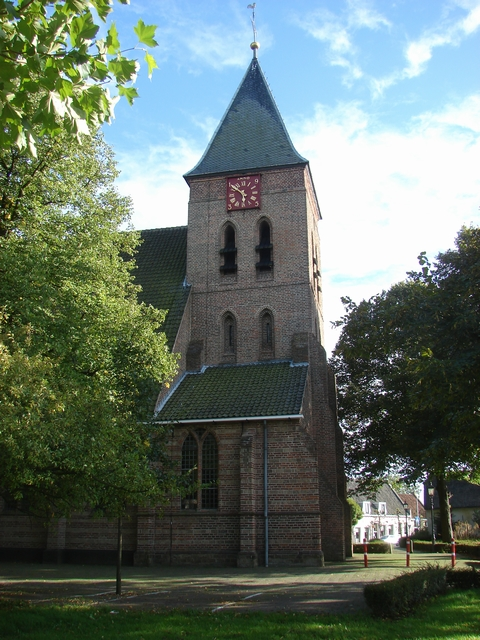
Reformierte Kirche in Vleuten

Vleuten [ˈvløːtə(n)] ist ein Ortsteil der niederländischen Gemeinde Utrecht in der Provinz Utrecht. Bis 2001 war Vleuten Hauptort der Gemeinde Vleuten-De Meern. Vleuten ist völlig als Bezirk der Stadt Utrecht eingegliedert, hat aber doch Merkmale (Ortstafel usw.) der ehemaligen Eigenständigkeit behalten. Vleuten zählt 8700 Einwohner (Stand: 1. Januar 2024).
1881 wurde Vleuten mit dem Bau eines Bahnhofes an die Eisenbahnstrecke Utrecht–Rotterdam angeschlossen. Mit dem Zug konnte man dem Zentralbahnhof in Utrecht in ungefähr sieben Minuten erreichen. Im November 2007 ist der Vleutener Bahnhof 300 Meter westwärts zurückgesetzt worden und liegt nun an der neuen erhöhten zweigleisigen Bahnstrecke, die seit 2010 viergleisig ausgebaut wird.
Das ehemalige Rathaus der Gemeinde Vleuten-De Meern befindet sich in Vleuten und ist heute Sitz der Polizeiwache. Südwestlich des alten Dorfes liegt am alten Weg nach Harmelen der Hamturm, ein Turm vom 13. Jahrhundert und Teil des alten Schlosses Den Ham.
Vleuten hat eine reformierte Kirche mit einem Turm aus dem Jahr 1300.
Zur Römerzeit war Vleuten ein Kastellum und vicus namens Fletio oder Fletione. Vleuten wird zum ersten Mal 1164 erwähnt als Flutene. Das Dorf entwickelte sich um die Kirche und blieb jahrhundertelang klein. Ab 1900 entstand die Bebauung entlang der Hauptstraße und 1885 wird die römisch-katholische Willbrordkirche gebaut.
Nach 1950 entwickelte sich Vleuten schnell.

## Töchter und Söhne der Gemeinde
- Wilhelmus Henricus Antonius van Bijlevelt (* 2. Oktober 1803 in Vleuten; † 1. Juli 1877 in Maarssen), röm.-kath. Priester
- Annemiek van Vleuten (* 1982), Radrennfahrerin